# Isofenphos
Isofenphos ist ein Insektizid, das früher zur Saatgutbeize eingesetzt wurde. Isofenphos gehört zu den Phosphorsäureestern. In tropischen Ländern diente es außerdem der Termitenbekämpfung. 

## Gewinnung
Isofenphos wird ausgehend von Phosphortrichlorid hergestellt. Dieses reagiert mit Schwefel unter Anwesenheit von Aluminiumchlorid zu Thiophosphoryltrichlorid, welches mit Ethanol zu Ethylthiophosphordichlorid reagiert. Die nächsten Schritte sind die Reaktionen mit Isopropylsalicylat und die des daraus folgenden Zwischenprodukts mit Isopropylamin.

## Zulassung
Die EU-Kommission entschied 2002, Isofenphos nicht in die Liste der zulässigen Pflanzenschutzmittel-Wirkstoffe aufzunehmen.
Es ist nicht mehr in Pflanzenschutzmitteln enthalten, die in Deutschland, Österreich oder der Schweiz zugelassen sind.